# Bunter Hohlzahn
Der Bunte Hohlzahn (Galeopsis speciosa Mill.) ist eine Pflanzenart aus der Gattung Hohlzahn (Galeopsis) innerhalb der Familie der Lippenblütengewächse (Lamiaceae).

## Beschreibung

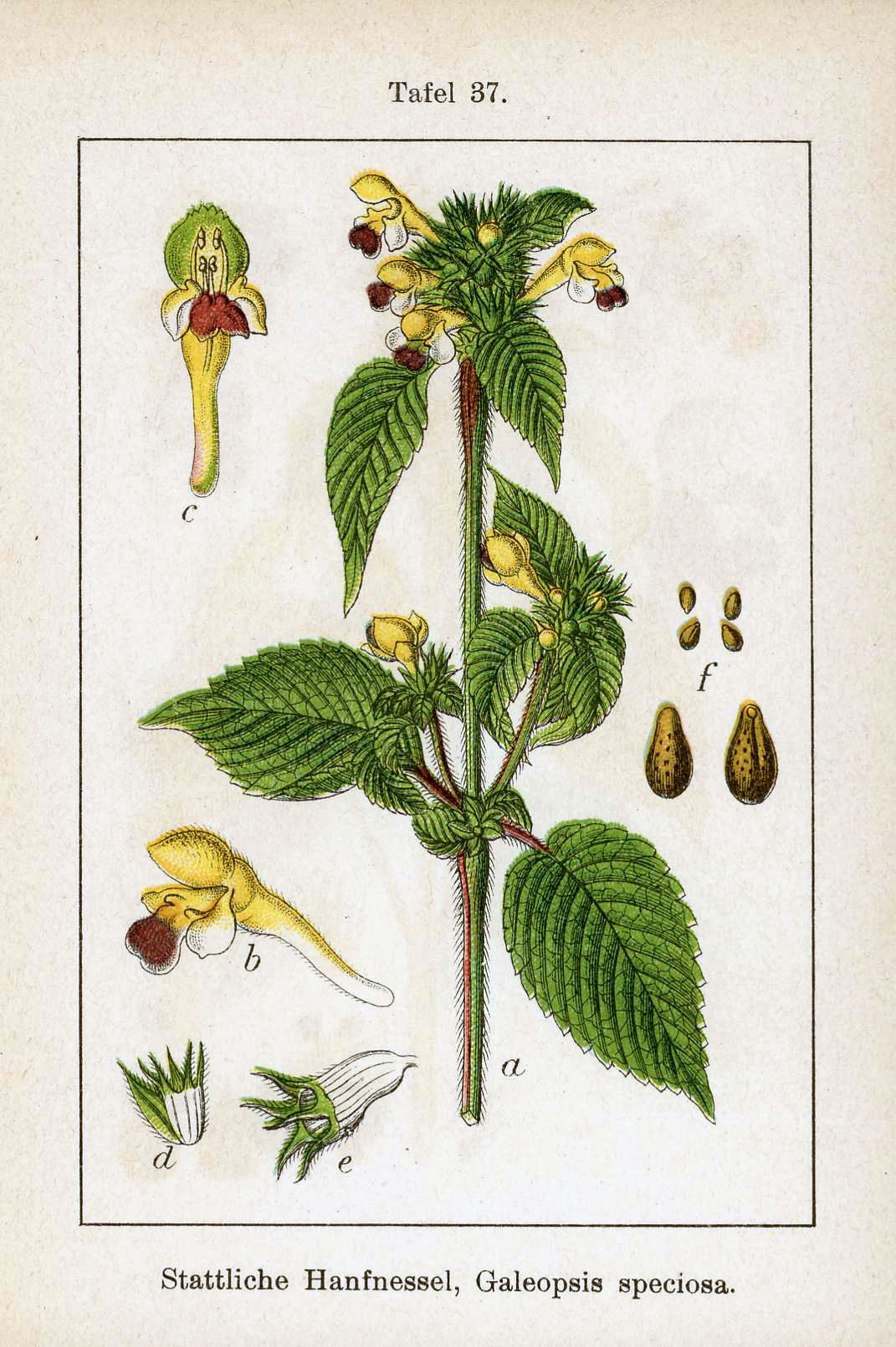
Illustration

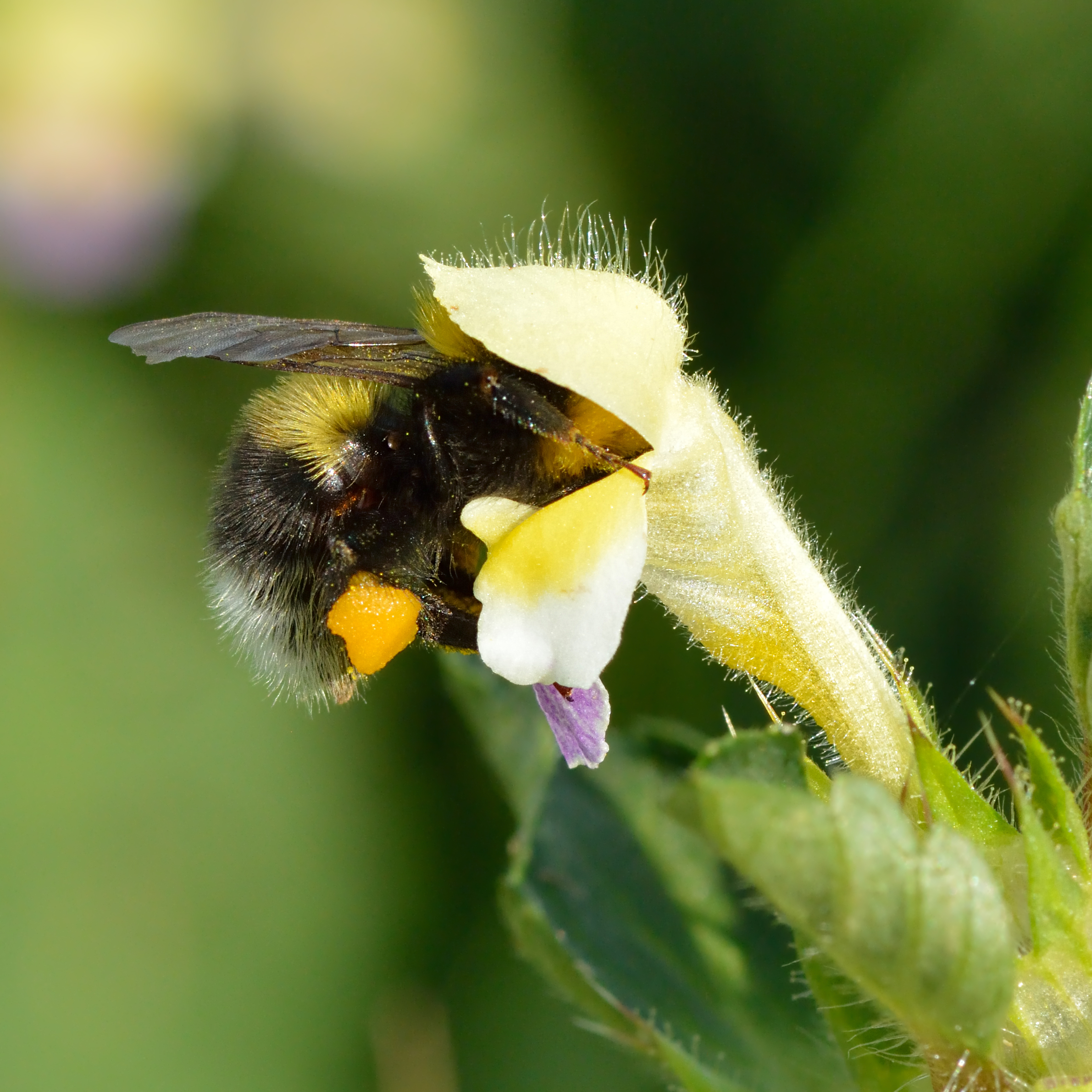
Bestäubung

Innerhalb der Gattung Galeopsis zeichnet sich Galeopsis speciosa vor allem durch die bunten Blütenkronen aus.

### Vegetative Merkmale
Der Bunte Hohlzahn ist eine einjährige krautige Pflanze, die Wuchshöhen von 50 bis 100 Zentimeter erreichen kann. Der Stängel ist an den Knoten (Nodien) deutlich verdickt und unter den Knoten steif borstig behaart. Die Laubblätter sind eiförmig bis eiförmig-lanzettlich mit zugespitztem zugespitzt und gezähnt.

### Generative Merkmale
Die Blütezeit reicht von Juni bis Oktober. 
Die zwittrige Blüte ist zygomorph und fünfzählig mit doppelter Blütenhülle. Der Kelch ist 12 bis 17 Millimeter lang meist mit borstenbesetzten Zähnen und Rippen oder sie sind fast kahl. Die Blütenkrone ist 22 bis 34 Millimeter lang und zweilippig. Während der mittlere Kronlappen der Unterlippe violett, oft auch mit dunkelvioletten Punkten gezeichnet ist, besitzt der Rest der Blütenkrone eine hellgelbe Farbe.
Die Chromosomenzahl beträgt 2n = 16.

## Vorkommen
Galeopsis speciosa gedeiht in den gemäßigten Gebieten Europas und Westasiens bis Sibirien. Es ist nur regional häufiger und kann über weite Strecken auch fehlen. In den Allgäuer Alpen steigt der Bunte Hohlzahn am Südhang des Kegelkopfs in Bayern bis in Höhenlagen von bis zu 1850 Metern auf.
Galeopsis speciosa gedeiht in Mitteleuropa in Gebüschen, an Waldrändern und innerhalb von Laubwäldern, in Uferstaudenfluren, Hackfruchtkulturen, Feuchtgrünlandbrachen und auf Schlagfluren mit frischen bis wechselnassen, nährstoffreichen, basenreichen Sand-, Lehm- und Niedermoorböden. Der Bunte Hohlzahn wächst vor allem in Pflanzengesellschaften des Verbands Polygono-Chenopodion, aber auch in denen der Klasse der Schlagfluren (Epilobietea angustifolii).
Die ökologischen Zeigerwerte nach Landolt et al. 2010 sind in der Schweiz: Feuchtezahl F = 3 (mäßig feucht), Lichtzahl L = 3 (halbschattig), Reaktionszahl R = 3 (schwach sauer bis neutral), Temperaturzahl T = 3 (montan), Nährstoffzahl N = 5 (sehr nährstoffreich bis überdüngt), Kontinentalitätszahl K = 4 (subkontinental).

## Taxonomie
Die Erstveröffentlichung von Galeopsis speciosa erfolgte 1768 durch Philip Miller in The Gardeners Dictionary ... 8. Auflage, Band 3.

## Bilder

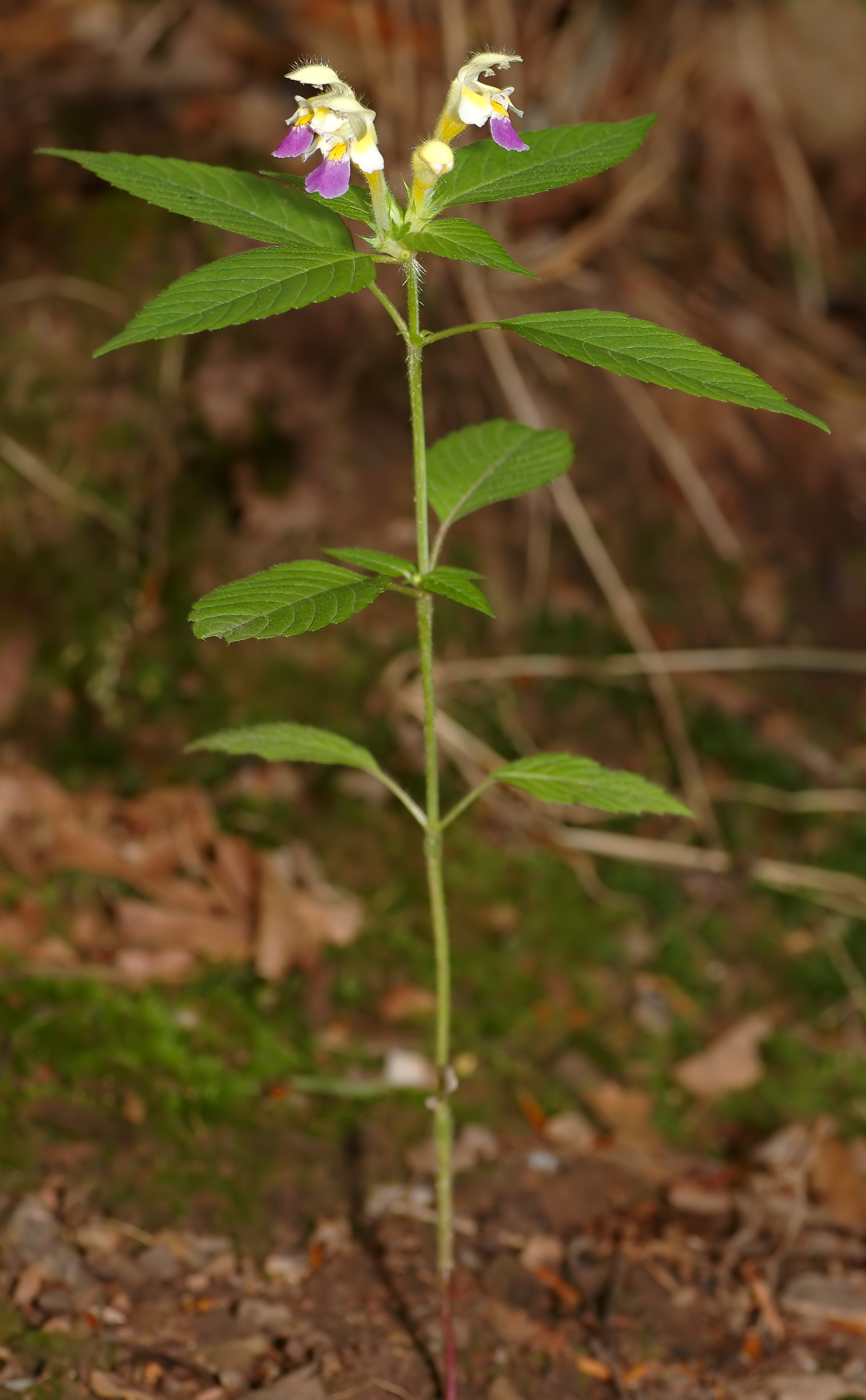
Habitus
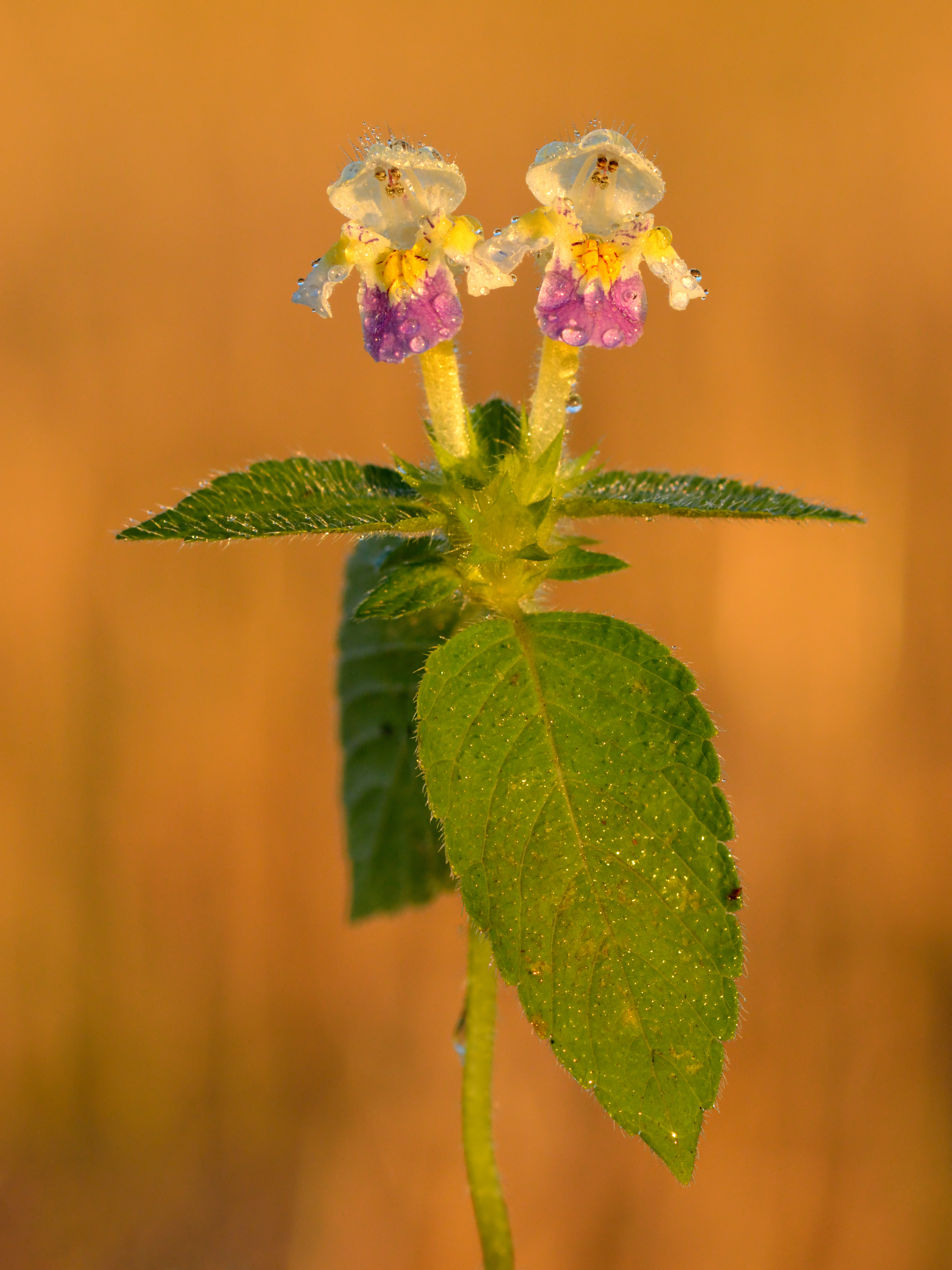
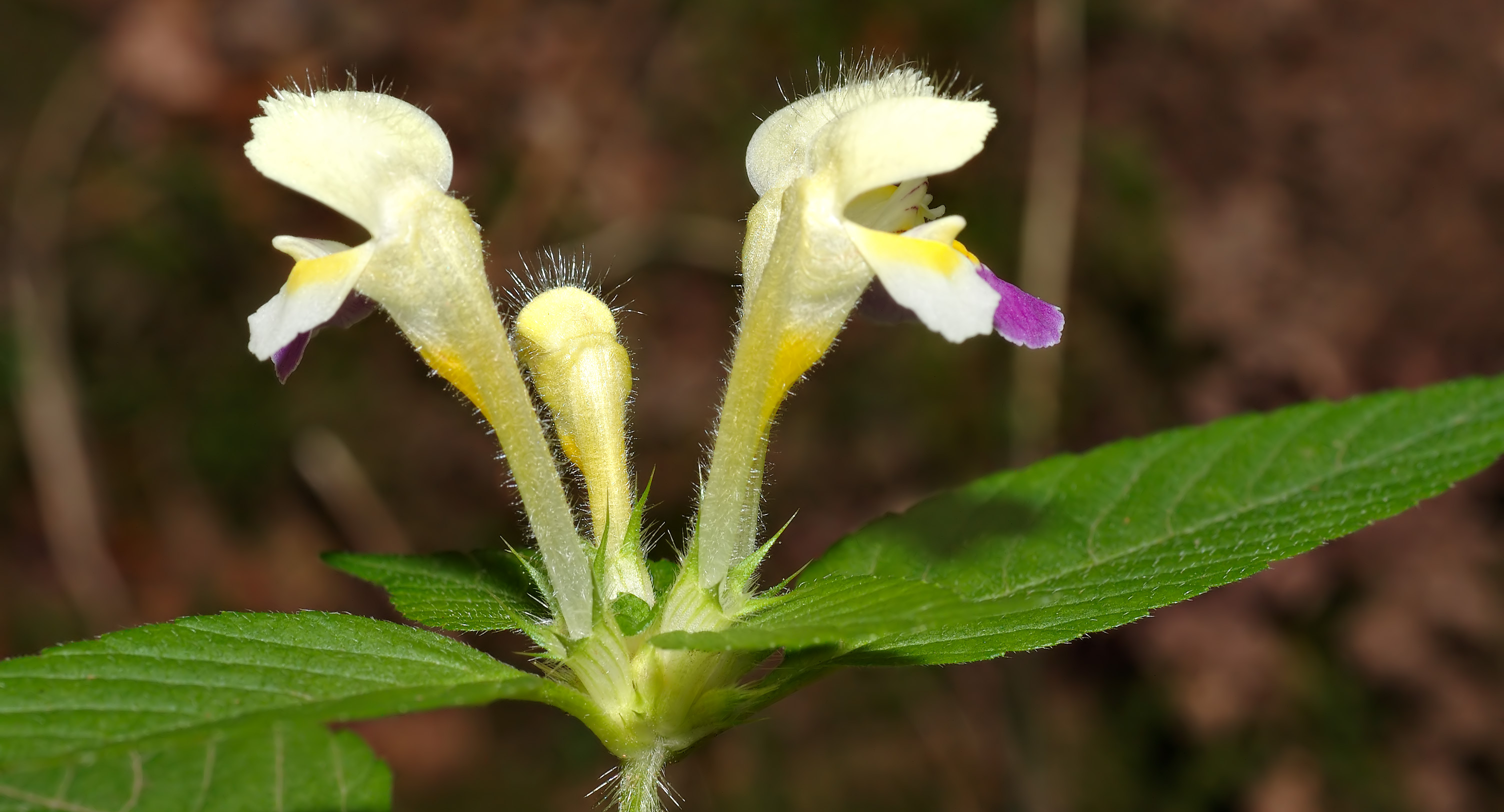
Blüten von der Seite
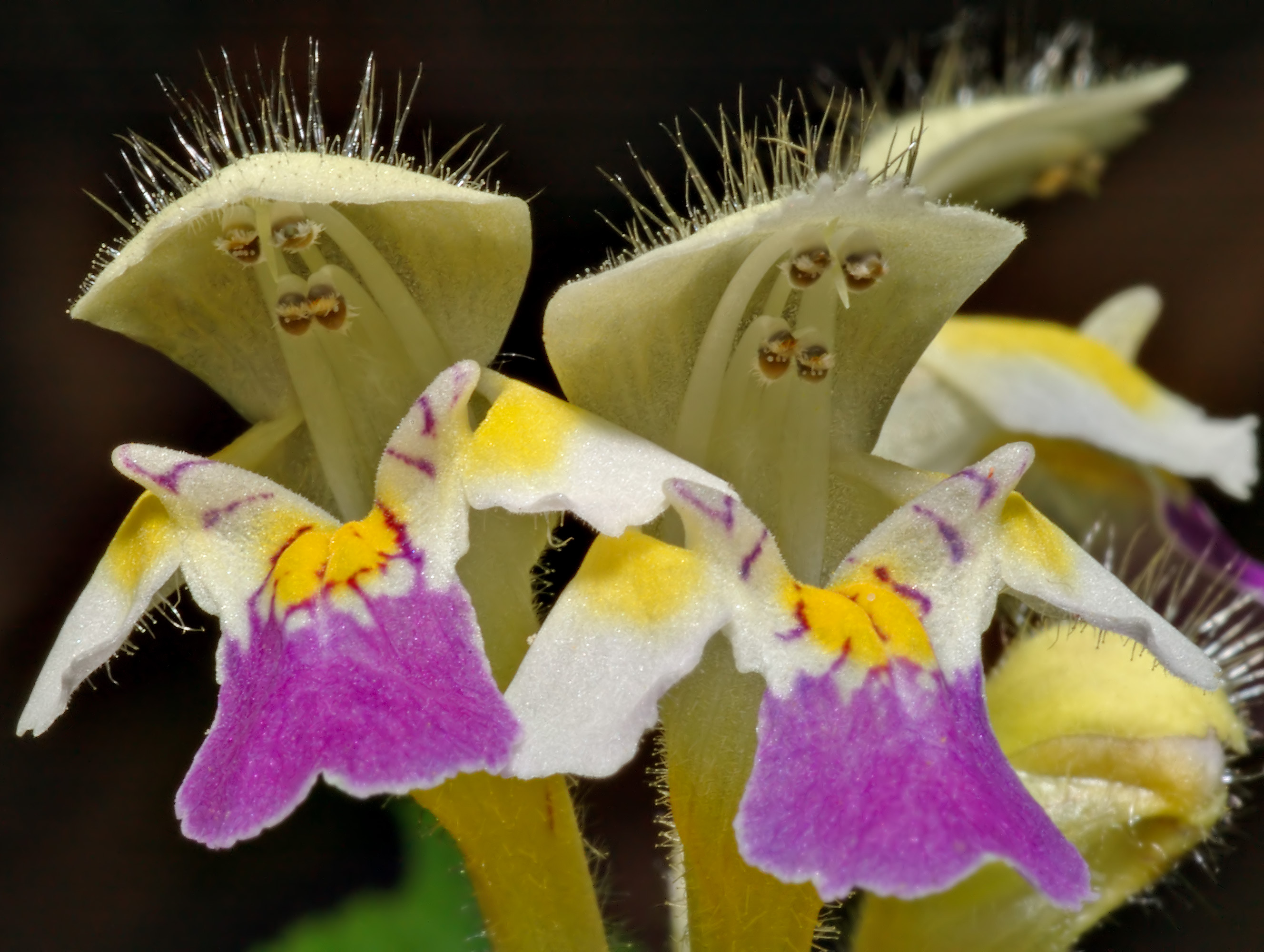
Blüten von vorn
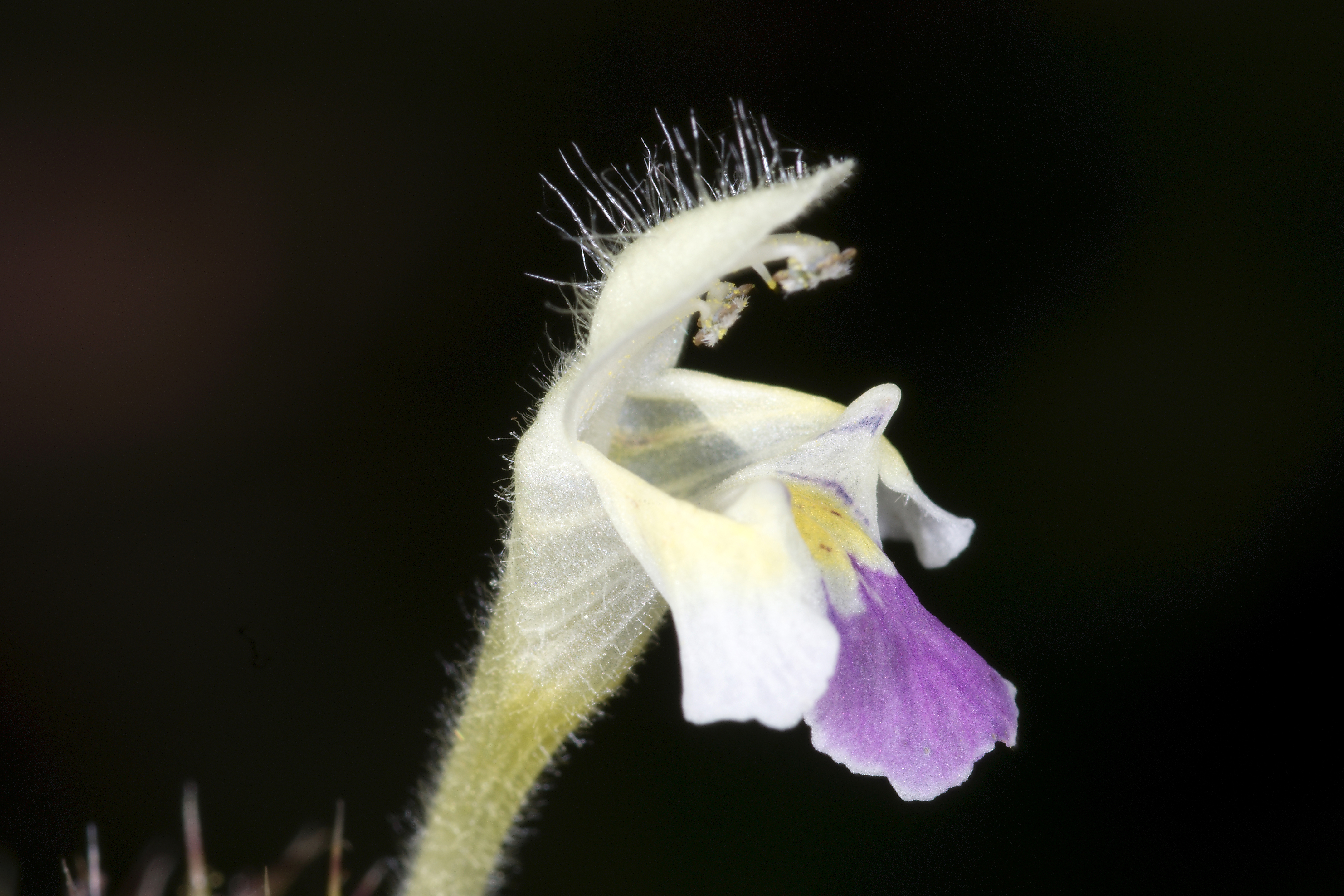